# Rajania cordata
Rajania cordata là một loài thực vật có hoa trong họ Dioscoreaceae. Loài này được L. miêu tả khoa học đầu tiên năm 1753.